# Anšlavs Eglītis
Œuvres principales
Homo Novus (1944)
 Vai te var dabūt alu? (1961)
Pansija pilī (1962)
 Piecas dienas (1976)
Anšlavs Eglītis né le 14 octobre 1906 à Riga – mort le 4 mars 1993 à Los Angeles en Californie est un écrivain letton plus tard naturalisé américain,. Il se définissait lui-même comme romancier bien qu'ayant écrit quelques nouvelles et pièces de théâtre. Il a également travaillé comme journaliste et était un peintre amateur,.

## Biographie

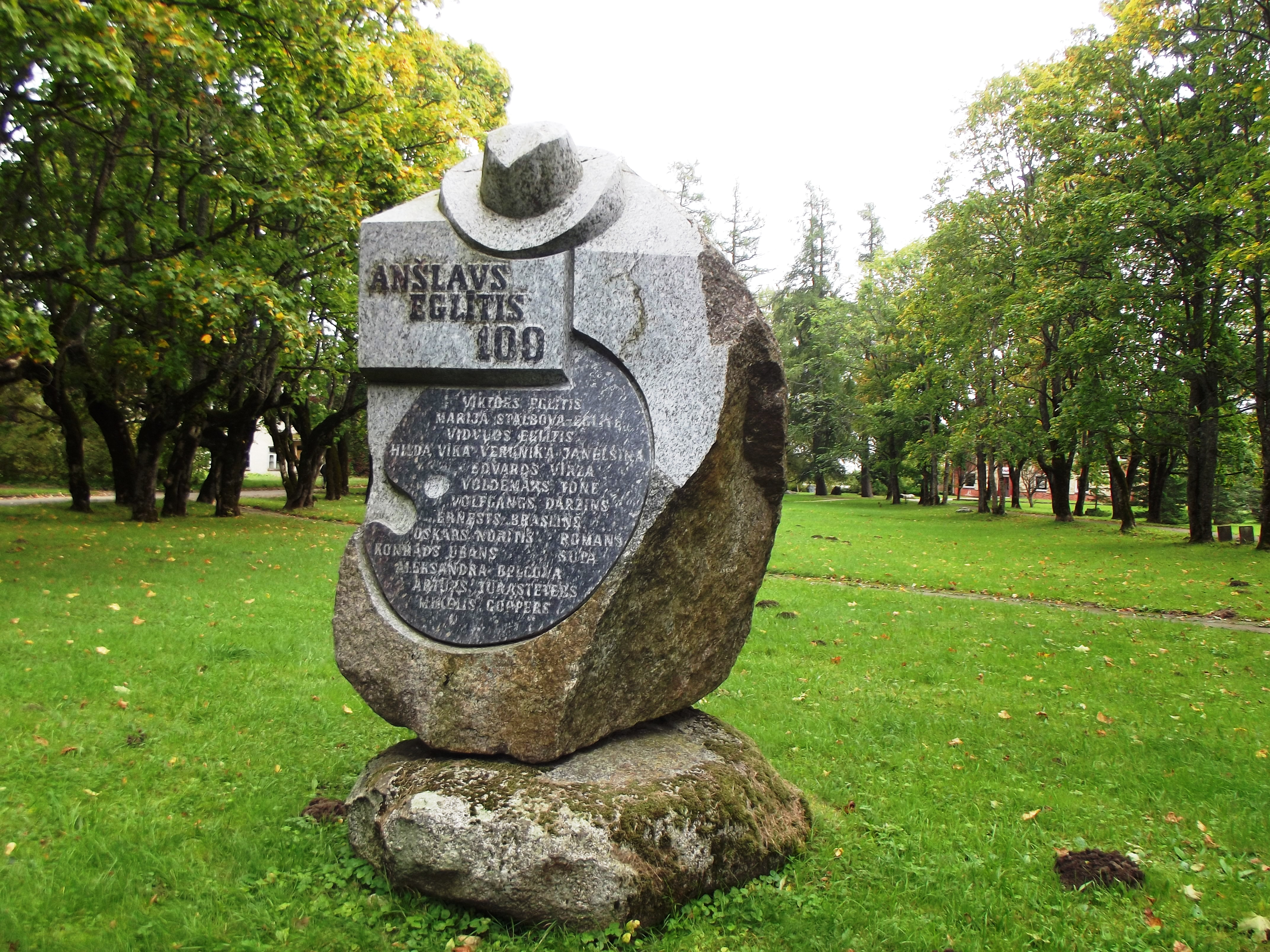
Monument d'Anslavs Eglitis à Inciems.

Anšlavs Eglītis est le fils de l'écrivain Viktors Eglītis et de sa femme Marija Eglīte (née Stalbova), enseignante et traductrice. Il a un frère, de sept ans son cadet, Vidvuds (1913-2003). Lors de la Première Guerre mondiale, la famille s'exile en Russie pour ne rentrer en Lettonie qu'en 1918. Après cet exil sa mère souffre d'une maladie pulmonaire (probablement une tuberculose). Ils s'installent d'abord à Alūksne, puis, en 1919, déménagent à Riga où Anšlavs est scolarisé au gymnase no 2. Avec ses parents, il passe les vacances d'été dans une petite maison de campagne à Inciems. Il prend aussi les cours de peinture dans l'atelier de Valdemārs Tone qui sera le prototype de son personnage grotesque dans la nouvelle Maestro dans le recueil du même nom. En 1925, Anšlavs contracte la tuberculose et part pour le sanatorium de Leysin en Suisse. Pendant ce temps, à la maison, sa mère s'éteint. Un an plus tard, le journal Brīvā Zeme publie la première poésie de jeune homme Lords.
En 1935, Eglītis est diplômé de l'Académie des beaux-arts de Lettonie et commence à travailler comme professeur de dessin. En 1936, sort son recueil de nouvelles Maestro. Il devient journaliste pour la revue Jaunākās Ziņas (1938) et le journal Atpūta (1940-1941) tout en poursuivant son travail littéraire.
En 1944, lorsque l'occupation des pays baltes par l'URSS devient imminente, il fuit en Allemagne, puis, après les bombardements de Berlin, en Suisse. Son père, Viktors Eglītis, mourra dans une prison soviétique en 1945 et sera enterré dans une tombe anonyme. Il gagne les États-Unis en 1950, et s'installe définitivement en Californie où il poursuit sa carrière d'écrivain. Il se fait connaître également comme critique de cinéma et critique dramatique pour la revue Laiks.
L'écrivain décède le 4 mars 1993 des suites d'un cancer. Son corps fut incinéré. Vidvuds Eglītis, qui a fait les études juridiques, mais sous occupation soviétique travaillait comme enseignant dans le milieu pénitentiaire, a réussi à cacher et à conserver les archives de la famille, les journaux intimes de son frère Anšlavs, ses peintures et celles de la deuxième femme de leur père Hilda Vīka, la correspondance et les photos de Jēkabs Kazaks, Valdemārs Tone, Romans Suta, Rūdolfs Blaumanis et d'autres précieux documents.
En 2018, réalisatrice Anna Viduleja porte à l'écran le roman Homo novus d'Anšlavs Eglītis, dans le film du même nom.

## Adaptations cinématographiques
- 1990 : Maestro, court métrage de Pēteris Krilovs, avec Eduards Pāvuls dans le rôle principal
- 2018 : Homo novus de Anna Viduleja
- 2024 : La Pension dans un château (Pansija pilī) série télévisée de Anda Miziša, Marta Elīna Martinson, Dāvs Sīmans et Gints Grūbes[8]

## Vie privée
Eglītis est marié à l'artiste peintre Veronika Janelsiņa qui a illustré la plupart de ses livres.

## Hommages
- En 2006, la poste lettonne émet un timbre à l'effigie d'Anšlavs Eglītis[2]
- Au mois de mars 2008, on inaugure son monument au parc d'Inciems (sculpteur Gaida Grundberga)[10].